# Euphorbia coniosperma
Euphorbia coniosperma är en törelväxtart som beskrevs av Pierre Edmond Boissier och Friedrich Alexander Buhse. Euphorbia coniosperma ingår i släktet törlar, och familjen törelväxter. Inga underarter finns listade i Catalogue of Life.